# Marktstraße 10 (Wernigerode)

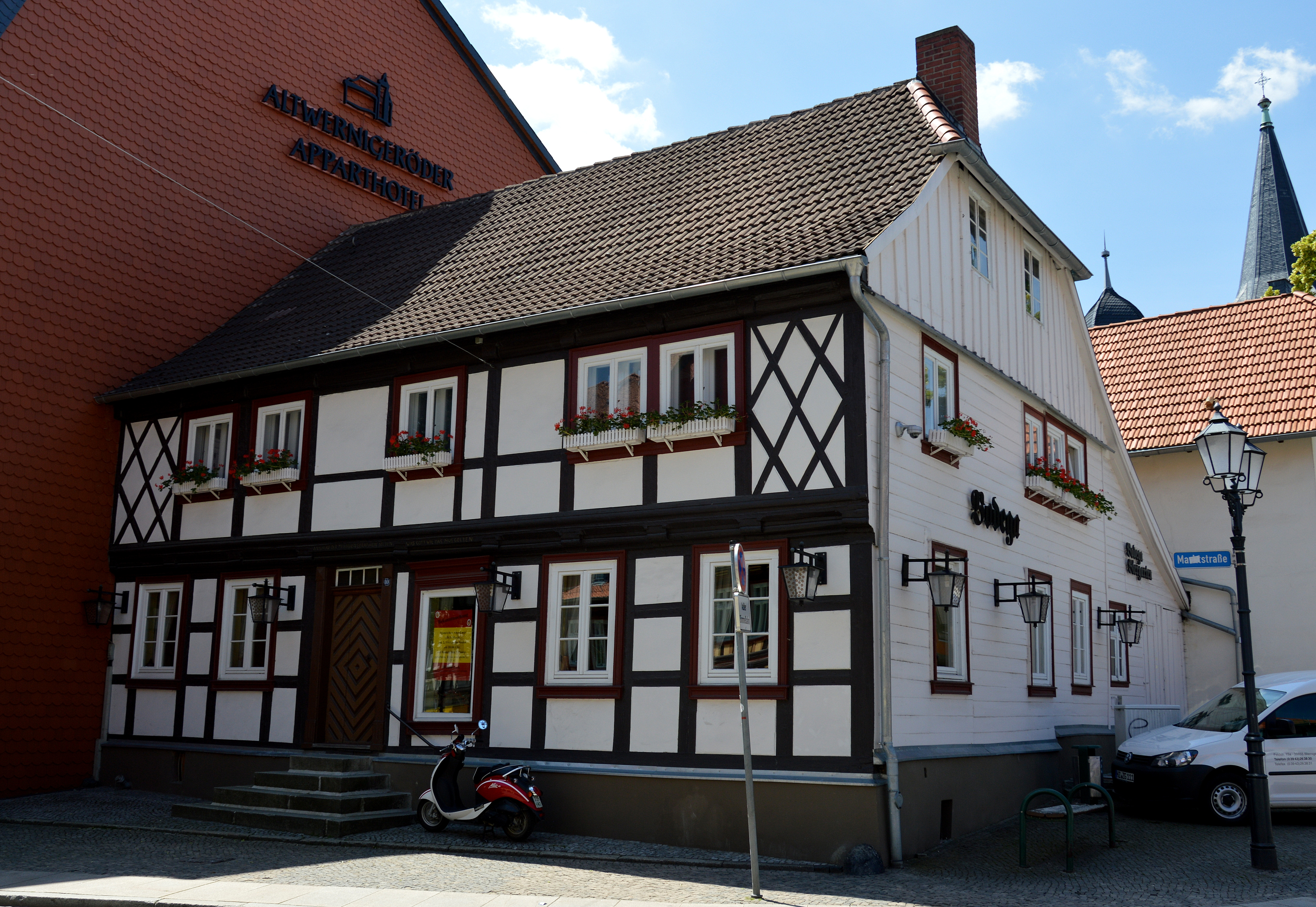
Haus Marktstraße 10 an der Ecke Teichdamm in Wernigerode

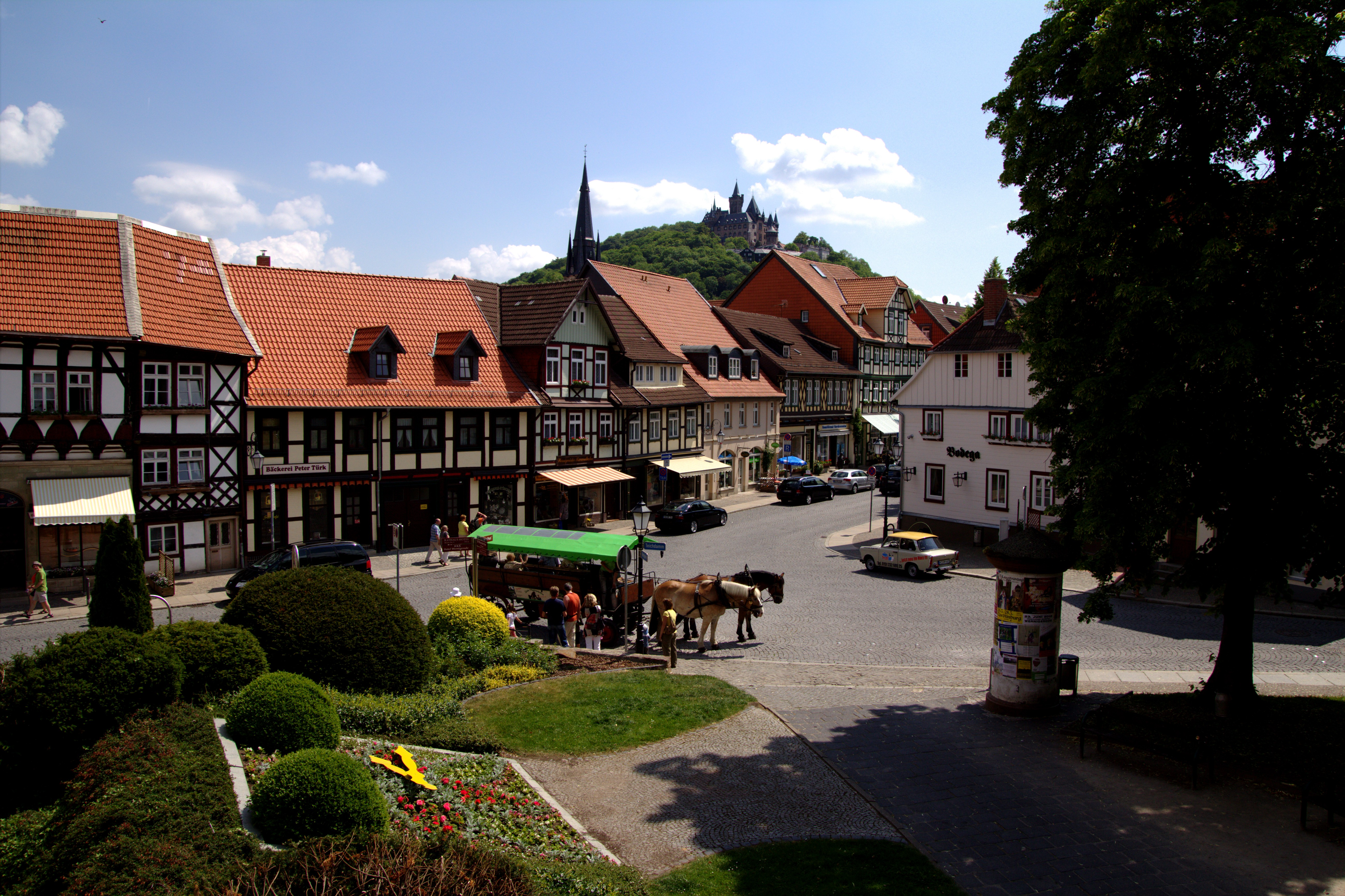
Blick vom Teichdamm auf die Marktstraße 10 (Seitenansicht, rechts), im Hintergrund das Schloss Wernigerode

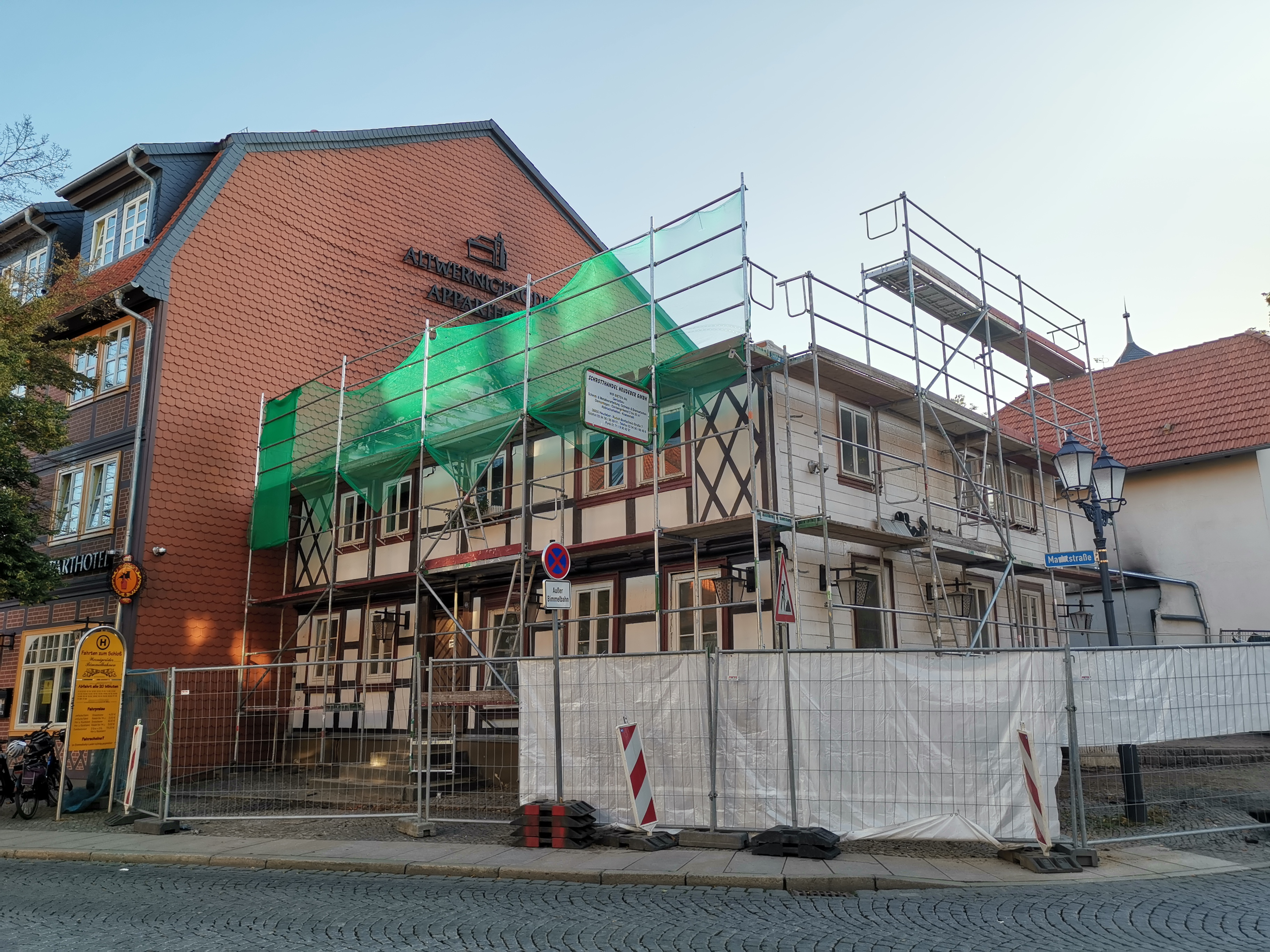
Marktstraße 10 im September 2019 während des Wiederaufbaus

Das Haus Marktstraße 10 ist ein denkmalgeschütztes Haus in Wernigerode, Landkreis Harz, in Sachsen-Anhalt. Es handelt sich um ein gewerblich genutztes Gebäude im Fachwerkstil, das zuvor als Wohnhaus diente.

## Lage
Die Marktstraße 10 befindet sich im südlichen Teil der Wernigeröder Innenstadt, ca. 100 Meter entfernt vom Marktplatz an der Westseite der Marktstraße, Ecke Teichdamm.

## Architektur und Geschichte
Es handelt sich um ein zweietagiges Fachwerkhaus mit Dachgeschoss aus dem 17. Jahrhundert. Als Baujahr wird 1680 genannt. Im ersten Geschoss sind an den beiden Außenseiten der Straßenfront Bauerntänze im Fachwerk eingebaut.
Früher trug das Gebäude die Ortslistennummer 679. Es handelte sich damals um ein Wohnhaus mit Anbau, Hofraum und Hausgarten sowie Stall hinten.
Besitzer des Gebäudes war in den Jahren 1895/1896 der Kupferschmiedemeister Bernhardt Borchert. Älteste bekannte Eigentümer des Vorgängergebäudes sind unmittelbar nach dem Dreißigjährigen Krieg Vertreter der Wernigeröder Familie Mehler.
Das südlich benachbarte Gebäude Marktstraße 12, das früher den Wiener Hof beherbergte, wurde 2009 komplett abgerissen, so dass die Südseite des Hauses Marktstraße 10 zu diesem Zeitpunkt völlig frei stand. Danach erfolgte der Wiederaufbau des Gebäudes.
Am 1. Juli 2019 erlitt das Gebäude Marktstraße 10 einen massiven Brandschaden, soll aber wieder aufgebaut werden.
Im örtlichen Denkmalverzeichnis ist das Haus als Baudenkmal unter der Erfassungsnummer 094 25168 verzeichnet.